# لي جاي يون
لي جاي يون هو ممثل وعارض كوري جنوبي ولد في 15 ديسمبر 1984.

## روابط خارجية
لي جاي يون على موقع IMDb (الإنجليزية)
- لي جاي يون على موقع قاعدة بيانات الفيلم (الإنجليزية)